# Savoonga
Savoonga is een plaats (city) op het eiland St. Lawrence in de Amerikaanse staat Alaska, en valt bestuurlijk gezien onder Nome Census Area.

## Demografie
Bij de volkstelling in 2000 werd het aantal inwoners vastgesteld op 643.
In 2006 is het aantal inwoners door het United States Census Bureau geschat op 645, een stijging van 2 (0,3%).

## Geografie
Volgens het United States Census Bureau beslaat de plaats een oppervlakte van
15,8 km², geheel bestaande uit land.

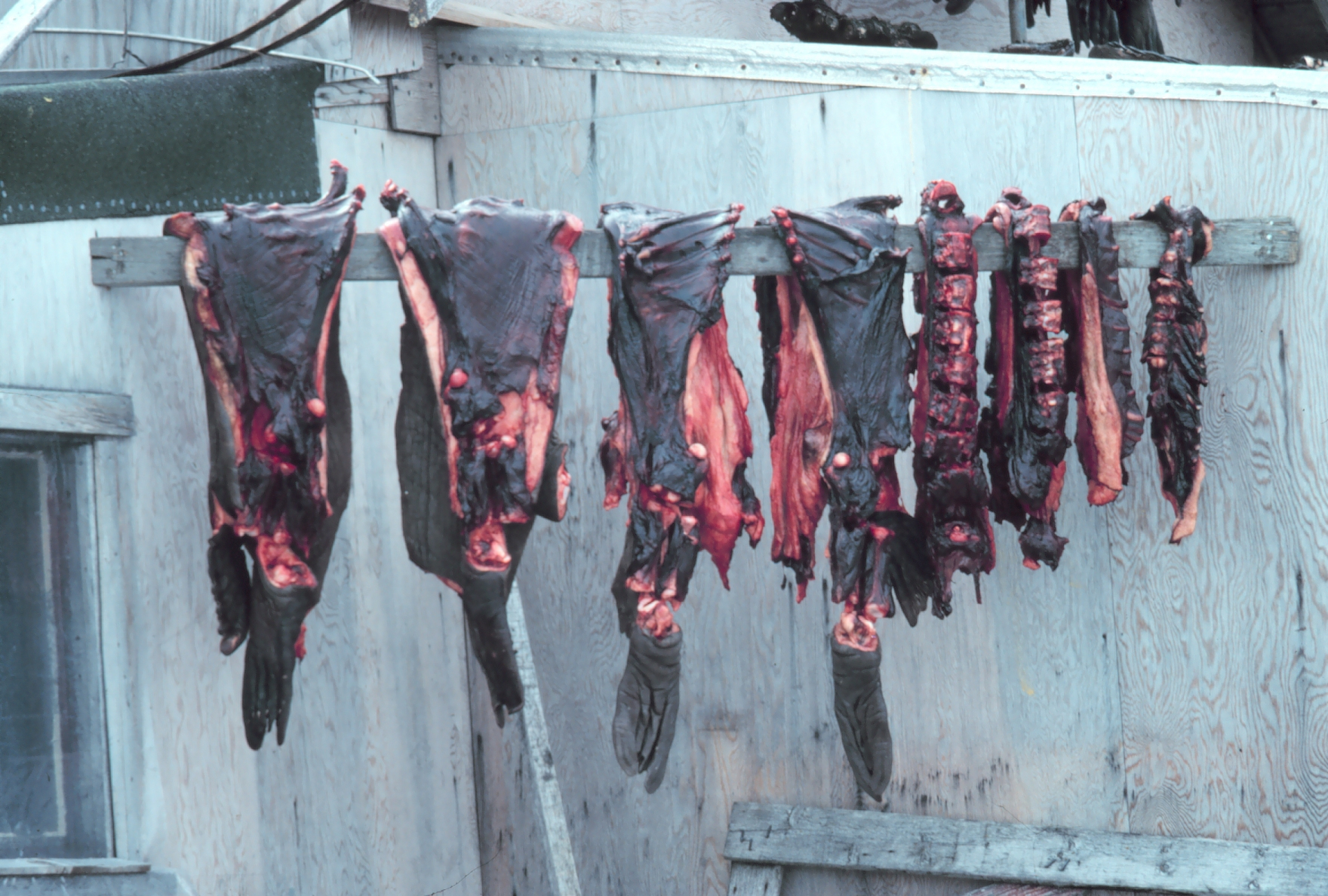
Zeeleuwenvlees hangt te drogen in Savoonga

## Plaatsen in de nabije omgeving
De onderstaande figuur toont nabijgelegen plaatsen in een straal van 244 km rond Savoonga.